# Гагаріно (Зирянський район)
Гага́ріно (рос. Гагарино) — село у складі Зирянського району Томської області, Росія. Входить до складу Високівського сільського поселення.

## Населення
Населення — 213 осіб (2010; 244 у 2002).
Національний склад (станом на 2002 рік):
- росіяни — 86 %